# Ines Vercesi
Ines Vercesi, née le 5 janvier 1916 à Pavie et morte le 24 avril 1997 à Sestri Levante, est une gymnaste artistique italienne.

## Carrière
Ines Vercesi remporte aux Jeux olympiques d'été de 1928 à Amsterdam la médaille d'argent du concours général par équipes féminin avec Bianca Ambrosetti, Lavinia Gianoni, Luigina Perversi, Diana Pizzavini, Anna Luisa Tanzini, Carolina Tronconi, Luigina Giavotti, Rita Vittadini, Virginia Giorgi, Germana Malabarba et Carla Marangoni.